# Eleições estaduais no Paraná em 1954
As eleições estaduais no Paraná em 1954 ocorreram em 3 de outubro como parte das eleições gerais no Distrito Federal, em 20 estados e nos territórios federais do Acre, Amapá, Rondônia e Roraima. Foram eleitos os senadores Moisés Lupion e Alô Guimarães, além de 14 deputados federais e 45 deputados estaduais.
O senador eleito com maior votação foi Moisés Lupion. Natural de Jaguariaíva, estudou em Curitiba e na cidade de São Paulo onde se formou contabilista pela Fundação Escola de Comércio Álvares Penteado. Tão logo voltou ao Paraná fixou residência em Piraí do Sul onde se dedicou inicialmente à agricultura e ao estender seus negócios em direção à indústria madeireira tornou-se empresário. Sua atividade política teve início no ano seguinte à queda do Estado Novo ao assumir a presidência do diretório estadual PSD, legenda na qual os paranaenses o elegeram governador do estado em 1947.
Para a segunda vaga de senador foi eleito Alô Guimarães. Médico graduado pela Universidade Federal do Paraná com especialização em Psiquiatria, disciplina que ministrou na instituição onde se formara. Diretor do Serviço Médico Legal na interventoria de Manuel Ribas, foi presidente da Associação Médica do Paraná e do Conselho Estadual da Cruz Vermelha e também fez parte do Centro de Letras do Paraná. Diretor do Hospital Psiquiátrico Nossa Senhora da Luz e do Sanatório Bom Retiro, estreou na política como prefeito de Curitiba, cidade onde nasceu, no último ano do Estado Novo e em 1946 assumiu a vice-presidência do Conselho Administrativo do Paraná. Durante o governo Moisés Lupion foi secretário de Saúde e depois secretário de Justiça no governo Bento Munhoz da Rocha que o renomeou para dirigir o Serviço Médico Legal. Presidente do Jockey Clube Paranaense, elegeu-se suplente de deputado federal pelo PSD em 1950 e chegou a exercer o mandato. Quatro anos depois foi eleito senador.
Devido às eleições para governador em 1955, a bancada paranaense no Senado Federal passou por alterações em sua composição.

## Resultado da eleição para senador
Em relação à disputa para senador os arquivos do Tribunal Superior Eleitoral informam o comparecimento de 835.840 eleitores, dos quais 584.491 foram votos nominais ou votos válidos. Foram apurados também 243.420 votos em branco (29,12%) 7.929 votos nulos (0,95%).
| Candidatos a senador da República | Candidatos a suplente de senador | Número | Coligação           | Votação | Percentual |
| --------------------------------- | -------------------------------- | ------ | ------------------- | ------- | ---------- |
| Moisés Lupion PSD                 | Alô Guimarães PSD                | -      | PSD (sem coligação) | 162.814 | 27,86%     |
| Alô Guimarães PSD                 | Gaspar Veloso PSD                | -      | PSD (sem coligação) | 135.204 | 23,13%     |
| Paraílio Borba PTB                | Ricardo Funaro PTB               | -      | PTB (sem coligação) | 122.651 | 20,98%     |
| Arthur Santos UDN                 | Manoel Oliveira Franco PR        | -      | UDN, PR             | 119.480 | 20,44%     |
| Rocha Loures PL                   | Basílio Vicente de Castro PL     | -      | PL (sem coligação)  | 44.342  | 7,59%      |

## Deputados federais eleitos
São relacionados os candidatos eleitos com informações complementares da Câmara dos Deputados.

Representação eleita
  PSD: 4
  PTB: 4
  UDN: 3
  PR: 2
  PSP: 1

| Deputados federais eleitos | Partido | Votação | Percentual | Cidade onde nasceu | Unidade federativa |
| Luís Tourinho              | PSP     | 32.322  |            | Curitiba           | Paraná             |
| Oliveira Franco            | PSD     | 27.163  |            | Curitiba           | Paraná             |
| Newton Carneiro            | UDN     | 20.107  |            | Curitiba           | Paraná             |
| Divonsir Cortes            | PTB     | 19.402  |            | Curitiba           | Paraná             |
| Hugo Cabral                | UDN     | 19.037  |            | Quixadá            | Ceará              |
| Ostoja Roguski             | UDN     | 14.713  |            | Curitiba           | Paraná             |
| Pedro Firman Neto          | PSD     | 14.622  |            | Mallet             | Paraná             |
| Antônio Baby               | PTB     | 13.960  |            | Mallet             | Paraná             |
| Heitor Pereira Filho       | PTB     | 13.632  |            | Rio de Janeiro     | Rio de Janeiro     |
| Rocha Loures               | PR      | 12.392  |            | Palmas             | Paraná             |
| Benjamim Mourão            | PSD     | 11.768  |            | Campo Largo        | Paraná             |
| Mário Gomes                | PSD     | 11.018  |            | Salvador           | Bahia              |
| Portugal Tavares           | PR      | 9.916   |            | Campo Largo        | Paraná             |
| Cid Campelo                | PTB     | 1.136   |            | Teresina           | Piauí              |

## Deputados estaduais eleitos
Estavam em jogo as 45 cadeiras da Assembleia Legislativa do Paraná.

Representação eleita
  PSD: 11
  PTB: 11
  UDN: 8
  PR: 7
  PSP: 7
  PDC: 1

Fonteː
| Deputados estaduais eleitos      | Partido | Votação | Percentual | Cidade onde nasceu      | Unidade federativa |
| Francisco Accioly Filho          | PSD     | 4.980   |            | Paranaguá               | Paraná             |
| Antônio Annibelli                | PTB     | 4.017   |            | São Paulo               | São Paulo          |
| Raul de Rezende Filho            | PTB     | 3.892   |            | Campo Mourão            | Paraná             |
| Hélio Setti                      | PSD     | 3.840   |            | São Paulo               | São Paulo          |
| Mário Batista de Barros          | PTB     | 3.828   |            | Prudentópolis           | Paraná             |
| Aníbal Khury                     | UDN     | 3.818   |            | Porto União             | Santa Catarina     |
| Jorge Lima                       | PTB     | 3.797   |            | Curitiba                | Paraná             |
| Miguel Buffara                   | PTB     | 3.643   |            | Santos                  | São Paulo          |
| Chafic Cury                      | PR      | 3.612   |            | Rio Azul                | Paraná             |
| Nilson Baptista Ribas            | PR      | 3.550   |            | Palmas                  | Paraná             |
| Domício Scaramella               | PTB     | 3.464   |            | União da Vitória        | Paraná             |
| João Batista Ribeiro Júnior      | PSD     | 3.464   |            | Campina Grande do Sul   | Paraná             |
| Guataçara Borba Carneiro         | PSD     | 3.413   |            | Reserva                 | Paraná             |
| José Teixeira da Silveira        | PTB     | 3.310   |            | Bom Jesus do Itabapoana | Rio de Janeiro     |
| Waldemiro Pedroso                | PSD     | 3.264   |            | Curitiba                | Paraná             |
| Edwino Donato Tempski            | UDN     | 3.185   |            | Caxias do Sul           | Rio Grande do Sul  |
| Paulo Afonso Alves de Camargo    | PR      | 3.158   |            | Guarapuava              | Paraná             |
| Cândido Machado de Oliveira Neto | PSD     | 3.107   |            | Clevelândia             | Paraná             |
| Pedro Liberti                    | PTB     | 3.093   |            | Londrina                | Paraná             |
| Arthur Gotuzzo de Souza          | PSP     | 3.063   |            | Ponta Grossa            | Paraná             |
| Emílio Humberto Carazzai         | PSD     | 2.996   |            | Arapongas               | Paraná             |
| Oscar Lopes Munhoz               | PR      | 2.982   |            | Matinhos                | Paraná             |
| José dos Santos Rocha            | UDN     | 2.925   |            | Telêmaco Borba          | Paraná             |
| Pedro Mariucci                   | PTB     | 2.898   |            | Cornélio Procópio       | Paraná             |
| Mário Faraco                     | PSD     | 2.891   |            | Araucária               | Paraná             |
| Antonio Lustosa de Oliveira      | PSD     | 2.867   |            | Guarapuava              | Paraná             |
| Francisco Sady de Brito          | PSD     | 2.867   |            | Cruz Alta               | Rio Grande do Sul  |
| Ernesto Moro Redeschi            | PSD     | 2.808   |            | Almirante Tamandaré     | Paraná             |
| João Xavier Viana                | PR      | 2.694   |            | Fazenda Rio Grande      | Paraná             |
| Amaury Silva                     | PR      | 2.690   |            | Rio Negro               | Paraná             |
| Joaquim Néia de Oliveira         | PTB     | 2.685   |            | Ribeirão Claro          | Paraná             |
| Tadeu Sobocinski                 | PSP     | 2.673   |            | Mallet                  | Paraná             |
| Libânio Estanislau Cardoso       | PTB     | 2.632   |            | São José dos Pinhais    | Paraná             |
| Nicanor de Vasconcelos Souza     | PR      | 2.616   |            | São Mateus do Sul       | Paraná             |
| Benedito Moreira                 | PSP     | 2.559   |            | Cianorte                | Paraná             |
| João Chede                       | PSP     | 2.530   |            | Palmeira                | Paraná             |
| Eurico Batista Rosas             | PSP     | 2.523   |            | Ponta Grossa            | Paraná             |
| Zaqueu de Melo                   | PSP     | 2.460   |            | Monte Carmelo           | Minas Gerais       |
| João Ferreira Neves              | PSP     | 2.348   |            | São João do Triunfo     | Paraná             |
| Ruy Ferraz de Carvalho           | UDN     | 2.281   |            | São João Nepomuceno     | Minas Gerais       |
| Amadeu Puppi                     | UDN     | 2.248   |            | Paranaguá               | Paraná             |
| Júlio Farah                      | UDN     | 2.199   |            | Ibaiti                  | Paraná             |
| Dario Marchesini                 | UDN     | 2.031   |            | Apucarana               | Paraná             |
| Francisco Cavalli Costa          | UDN     | 1.938   |            | Campo Largo             | Paraná             |
| Rafael Kulisky                   | PDC     | 1.396   |            | Curitiba                | Paraná             |